# Hans von Goldacker

Hans von Goldacker

Hans von Goldacker (* 17. Oktober 1882 in Kassel; † 8. November 1957 in Geismar) war ein deutscher Geschäftsmann, Rittergutsbesitzer und Politiker (DNVP).

## Leben
Goldacker war der Erbe des Rittergutes Weberstedt bei Bad Langensalza in Nordthüringen. Er besuchte die  Landesschule Pforta und die Klosterschule Roßleben. Nach dem Abitur studierte er an der Ruprecht-Karls-Universität Rechtswissenschaft. 1903 wurde er im Corps Saxo-Borussia Heidelberg recipiert. Danach lebte er ab 1905 als Landwirt auf dem Gut seiner Eltern. 1913–1918 gehörte er für die Deutschkonservativen dem Preußischen Abgeordnetenhaus an.
Von 1914 bis 1918 nahm Goldacker als Rittmeister am Ersten Weltkrieg teil. Nach dem Krieg übernahm er Führungspositionen in verschiedenen Interessenverbänden. So gehörte er dem Vorstand der Gesamtleitung des Reichslandbundes an und übernahm dessen Vorsitz in der Provinz Sachsen. Darüber hinaus war er Mitglied im Präsidium der Vereinigten Vaterländischen Verbände Deutschlands und engagierte sich in den Arbeitgeberverbänden. Ab 1920 saß Goldacker im Aufsichtsrat der Mitteldeutschen Verlagsanstalt (Mivag). Aufgrund dieser Funktion konnte er in den 1920er Jahren erheblichen Einfluss auf die politische Haltung der von Mivag herausgegebenen Zeitungen – der Mitteldeutschen Zeitung, der Weimarischen Zeitung und des Merseburger Tageblatts – geltend machen.
Als Politiker gehörte Goldacker der Deutschnationalen Volkspartei an. Neben Tätigkeit in Kreis- und Provinziallandtagen gehörte er auch von 1924 bis 1930 als Vertreter des Wahlkreises Thüringen dem Reichstag an.
Als Vorstandsmitglied der Mitteldeutschen Verlagsanstalt und Parteifreund von Alfred Hugenberg unterstützte Goldacker diesen beim Aufbau seines Medienimperiums – des sogenannten Hugenberg-Konzerns – und bei der Übernahme der Führung der DNVP.